# Sân vận động Francistown
Khu liên hợp thể thao Francistown (tiếng Anh: Francistown Sports Complex, tên chính thức là Sân vận động Obed Itani Chilume) là một sân vận động đa năng ở Francistown, Botswana.
Sân được sử dụng chủ yếu cho các trận đấu bóng đá. Đây là sân nhà của gã khổng lồ bóng đá Francistown TAFIC. Sân vận động có sức chứa 27.000 người. Sân được chính thức khánh thành vào năm 2015, chậm hơn 5 năm so với dự kiến. Do sự chậm trễ, sân vận động không thể hoàn thành kịp cho World Cup 2010 như kế hoạch ban đầu.
Sân vận động này cũng là nơi tổ chức các giải đấu điền kinh của các trường trung học địa phương, cũng như các giải đấu điền kinh quốc gia của Botswana.